# San Martino (Mantua)
Die Kirche San Martino, die zu Ehren des Heiligen Martin von Tours geweiht ist, ist eine römisch-katholische Kirche im Barockstil, die sich in der Via Pomponazzo in einem Viertel von Mantua befindet, das früher als San Martino bekannt war.

## Geschichte
Bereits 1127 wurde an diesem Ort eine Kirche urkundlich erwähnt. Der Prior gehörte der Benediktinerabtei von Polirone an. Die schlichte Kirche wurde von 1680 bis 1693 nach Entwürfen des flämischen Architekten und Malers Frans Geffels umfassend umgebaut. Die Fassade ist reich verziert und weist drei Nischen mit Stuckstatuen aus dem 18. Jahrhundert auf, die den Heiligen Martin, der den Armen seinen Mantel spendet (Mitte), sowie die Heiligen Petrus und Paulus  darstellen. Im Inneren befinden sich außerdem eine kunstvolle Stuckverzierung im Stil von Michele Costa sowie ein großes Gemälde von Giovan Francesco Tura mit einer Madonna mit Kind und Heiligen.
Eine Reihe weiterer Gemälde wurde nach der napoleonischen Unterdrückung hierher gebracht. Zu den Kunstwerken gehören:
- Der Soldat Martin teilt seine Kleider mit dem Bettler von Ippolito Costa
- Der heilige Martin erweckt ein Kind wieder zum Leben von Luigi Niccolini
- Eine Reihe von Gemälden mit Heiligen und seliggesprochenen Bürgern an den Seitenwänden, darunter: Die selige Osanna Andreasi, Die selige Paola Montaldi, San Giovanni Bono, und Der heilige Aloysius Gonzaga von Luigi Niccolini
- Madonna mit Kind und Heiligen von Giovanni Francesco Tura
- Madonna mit Kind, der heiligen Anna und dem heiligen Joseph von Pietro Fabbri (1730)
- Verkündigung ovale Leinwand von Giovanni Canti
- Heilige Familie von Dionisio Mancini
- Die heilige Barbara von Carlo Mancini, dem Vater von Dionisio Mancini
- Heilige Maria Magdalena, Büßerin von Teodoro Ghisi